# Hirotaka Takeuchi
Hirotaka Takeuchi (竹内 弘高)  (nascido a 16 de outubro de 1946) é reitor da Escola de Estratégia Corporativa Internacional na Universidade Hitotsubashi e foi descrito pela BusinessWeek como um dos dez melhores professores de gerência para programas de educação corporativa no mundo. Ele é co-autor de artigos com o professor Ikujiro Nonaka sobre conhecimento tácito.
Como co-autor do artigo The New New Product Development Game juntamente com Ikujiro Nonakainspirou a criação da metodologia ágil para gerenciamento de projetos e desenvolvimento de produtos complexos.